# Kinichilite
La kinichilite è un minerale.